# Apanteles anthozelae
Apanteles anthozelae är en stekelart som beskrevs av De Saeger 1941. Apanteles anthozelae ingår i släktet Apanteles och familjen bracksteklar. Inga underarter finns listade i Catalogue of Life.